# Miki Esparbé

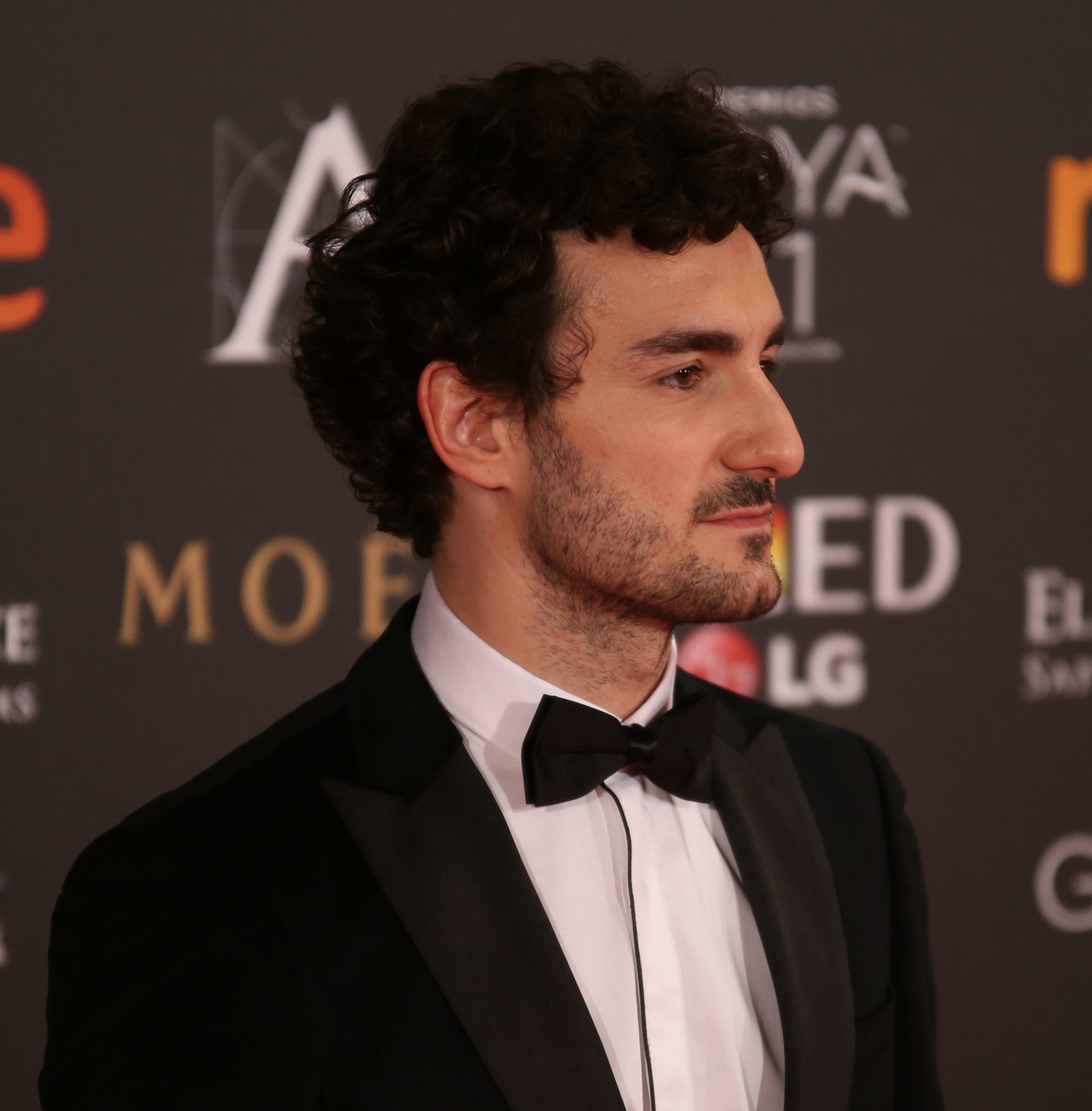
Miki Esparbé en los Premios Goya de 2017

Miki Esparbé (n. Manresa, provincia de Barcelona, 9 de octubre de 1983) es un actor español que ha actuado en teatro, cine y televisión conocido principalmente por su participación en comedias como Perdiendo el norte y Perdiendo el este.

## Biografía
Se licenció en Humanidades en la Universidad Pompeu Fabra. También estudió interpretación en la escuela de teatro Nancy Tuñón de Barcelona. Comenzó su carrera televisiva en programas vinculados con El Terrat (la productora de Andreu Buenafuente) como Salvados, Divendres y Palomitas, donde hizo varios cameos. En la televisión se empezó a dar a conocer gracias a su personaje en Pop ràpid.
En 2012 protagonizó el cortometraje ganador del premio Notodofilmfest, Doble check, por el que fue nominado a mejor actor. En 2013 saltó a la fama en la gran pantalla, con la película Barcelona, noche de verano que cosechó altas cifras en Cataluña.
En 2014 rodó Perdiendo el norte, estrenada en marzo de 2015 y que consiguió una gran audiencia durante el primer fin de semana. También participó en el rodaje de Requisitos para ser una persona normal de Leticia Dolera, e Incidencias de José Corbacho y Juan Cruz. En lo que respecta a la televisión, participó en la serie de TV3 El crac, dirigida y protagonizada por Joel Joan.
En el mismo año, se estrenó como autor, publicando junto a Paco Caballero y Mar Guixé, la novela gráfica Soy tu príncipe azul pero eres daltónica.
En teatro, estuvo más de un año con la gira de la obra El rey tuerto, alternando temporadas entre Barcelona y Madrid. En 2013 la obra fue considerada la mejor comedia del año por El Mundo. Después, terminó la secuela de Barcelona, noche de verano, Barcelona, noche de invierno, y se incorporó al rodaje de Anclados para Telecinco, que se estrenó y terminó en 2015 tras una temporada.
En 2016 estrenó varias películas como Rumbos, El rey tuerto o Cuerpo de élite. Respecto a la televisión, participó en un capítulo de la serie de Televisión Española El ministerio del tiempo.

## Filmografía

### Cine
- 2013: Barcelona, noche de verano, de Dani de la Orden
- 2013: La maniobra de Heimlich, de Manolo Vázquez
- 2014: Incidencias, de José Corbacho y Juan Cruz
- 2014: Requisitos para ser una persona normal, de Leticia Dolera
- 2014: El camí més llarg per tornar a casa, de Sergi Pérez
- 2015: Barcelona, noche de invierno, de Dani de la Orden
- 2015: Perdiendo el norte, de Nacho G. Velilla
- 2016: Rumbos, de Manuela Burló Moreno
- 2016: El rey tuerto, de Marc Crehuet
- 2016: Cuerpo de élite, de Joaquín Mazón
- 2017: No sé decir adiós, de Lino Escalera
- 2017: Es por tu bien, de Carlos Therón
- 2018: Apolo. La juventud baila, de Marc Crehuet
- 2018: Las distancias, de Elena Trapé
- 2018: Cuando dejes de quererme, de Igor Legarreta
- 2019: La reina de los lagartos, de Juan González y Nando Martínez
- 2019: Perdiendo el este, de Paco Caballero
- 2021: Los espabilados, de Albert Espinosa.
- 2021: Donde caben dos, de Paco Caballero.
- 2021: Malnazidos, de Javier Ruiz Caldera y Alberto de Toro
- 2022: Un hombre de acción, de Javier Ruiz Caldera.
- 2025: Wolfgang (extraordinario), de Javier Ruiz Caldera.

### Cortometrajes
- 2012 – Doble check
- 2012 – Wade in the water
- 2013 – Somos amigos
- 2013 – 02:43
- 2014 – Cheque polvo
- 2015 – El palo
- 2016 – Extraños en la carretera
- 2016 – Marcianos de Marte
- 2017 – [Still] love you
- 2019 – What is Love
- 2021 - HE

### Televisión
| Año         | Título                   | Personaje                 | Cadena         | Datos        |
| ----------- | ------------------------ | ------------------------- | -------------- | ------------ |
| 2011        | Palomitas                |                           | Telecinco      | 9 episodios  |
| 2011 - 2012 | Pop Ràpid                | Toni                      | TV3            | 25 episodios |
| 2012        | Aída                     | Alberto                   | Telecinco      | 1 episodio   |
| 2013        | Con el culo al aire      |                           | Antena 3       | 1 episodio   |
| 2014        | El fin de la comedia     |                           | Comedy Central |              |
| 2014        | El crac                  | Nico Carrillo             | TV3            | 11 episodios |
| 2015        | Cites                    | Carles                    | TV3            | 1 episodio   |
| 2015        | Anclados                 | Raimundo "Rai" Heredia    | Telecinco      | 8 episodios  |
| 2016        | El Ministerio del Tiempo | Joaquín María Argamasilla | TVE            | 1 episodio   |
| 2018        | Cuerpo de élite          | Santiago "Santi" Bravo    | Antena 3       | 1 episodio   |
| 2019        | Brigada Costa del Sol    | Martín Pulido             | Telecinco      | 13 episodios |
| 2021        | Los espabilados          | Izan                      | Movistar+      | 6 episodios  |
| 2021        | El inocente              | Aníbal Ledesma            | Netflix        | 8 episodios  |
| 2021        | Reyes de la noche        | Jota Montes               | Movistar+      | 6 episodios  |
| 2021        | Historias para no dormir | André                     | Prime video    | 1 episodio   |
| 2022        | Smiley                   | Bruno Merino              | Netflix        | 8 episodios  |
| 2024        | Invisible                | Psicólogo                 | Disney+        | 6 episodios  |
| 2025        | La chica de nieve        | Jaime Bernal              | Netflix        | 6 episodios  |

### Teatro
- 2012 – Oxigen
- 2012 - 2013 – Pararapapa
- 2013 – El rey tuerto
- 2017 – Smoking Room
- 2020 – Traición
- 2023 – L'illa deserta

## Filmografía como director
Cortometrajes
- Cariño (2017), junto a Ricardo Gómez

## Libros
- 2014 — Soy tu príncipe azul pero eres daltónica. Novela gráfica escrita junto a Paco Caballero y con ilustraciones de Mar Guixé. Editorial la Galera. ISBN 9788494080173

## Premios
| Año  | Categoría             | Obra        | Resultado |
| ---- | --------------------- | ----------- | --------- |
| 2023 | Mejor actor de teatro | Los pálidos | Ganador   |